# Мануил Опсарас Дисипатос
Мануил Опсарас Дисипатос (на гръцки: Μανουὴλ Ὀψαρᾶς Δισύπατος) е византийски православен духовник от ΧΙΙΙ век, солунски митрополит.

## Биография
Мануил Дисипатос заема митрополитския престол в Солун в 1235 или в 1258 година. В 1258 година се смята, че той предсказва възкачването на имперския престол в Константинопол на Михаил VIII Палеолог (1259 – 1282). В 1260 или 1261 година той е свален от епископската си катедра като привърженик на патриарх Арсений Авториан, който се противопоставя на свалянето от Михаил на легитимния император Йоан IV Дука Ласкарис (1258 – 1261). Дисипатос е заточен и остава в изгнание вероятно до смъртта си. В 1275/1276 година все още е жив.
Възможно е Мануил Опсарас Дисипатос да е идентичен с дякона и канстрисий, който дарява иконата на Богородица Застъпница, пазена от 1440 година във Фрайзингенската катедрала „Света Богородица“. Дисипатос също така съчинява дарителския надпис от 14 стиха, написани на сребърния обков на иконата.